# ديامانتيس شوشوميس
ديامانتيس شوشوميس (باليونانية: Διαμαντής Χουχούμης) (17 يوليو 1994 بأليفيري في اليونان - ) هو لاعب كرة قدم يوناني في مركز الدفاع. شارك مع منتخب اليونان تحت 19 سنة لكرة القدم ومنتخب اليونان تحت 21 سنة لكرة القدم. أما مع النوادي، فقد لعب مع باناثينايكوس.

## وصلات خارجية
- ديامانتيس شوشوميس على موقع الاتحاد الأوربي (الإنجليزية)
- ديامانتيس شوشوميس على موقع قاعدة بيانات كرة القدم.إي يو (الإنجليزية)
- ديامانتيس شوشوميس على موقع Soccerway.com (الإنجليزية)
- ديامانتيس شوشوميس على موقع AS.com (الإسبانية)